# 4392 Agita
4392 Agita este un asteroid din centura principală, descoperit pe 13 septembrie 1978 de Nikolai Cernîh.